# Бивер Сити (Небраска)
Бивер Сити (енгл. Beaver City) град је у америчкој савезној држави Небраска.

## Демографија
По попису из 2010. године број становника је 609, што је 32 (-5,0%) становника мање него 2000. године.
| Група             | 2000.       | 2010.       |
| Белци             | 620 (96,7%) | 578 (94,9%) |
| Афроамериканци    | 2 (0,3%)    | 3 (0,5%)    |
| Азијати           | 0 (0,0%)    | 1 (0,2%)    |
| Хиспаноамериканци | 12 (1,9%)   | 14 (2,3%)   |
| Укупно            | 641         | 609         |